# Taxeotis acrothecta
Taxeotis acrothecta är en fjärilsart som beskrevs av Turner 1904. Taxeotis acrothecta ingår i släktet Taxeotis och familjen mätare. Inga underarter finns listade i Catalogue of Life.